# Liste der Kirchen im Landkreis Altenburger Land
In dieser Liste sind alle evangelischen und katholischen Kirchen, beziehungsweise solche, die zu diesem Zweck erbaut wurden und heute nur noch in Resten bestehen, im Landkreis Altenburger Land aufgelistet. Die Auflistung erfolgt alphabetisch nach der Kommune, so werden zuerst die Kirchen in der Skat- und Residenzstadt Altenburg und deren Ortsteilen aufgelistet. Quellen sind, sofern vorhanden, touristische Unterrichtungstafeln an den Kirchen, oder aber Flyer der einzelnen Gebäude sowie Zeitungsartikel der lokalen Presse.

## Liste

### Altenburg
| Ort                     | Name                                       | Bauzeit        | Baustil         | Beschreibung | Bild |
| ----------------------- | ------------------------------------------ | -------------- | --------------- | --- | ---- |
| Altenburg               | St. Bartholomäi                            | 1459–1489      | Gotik           | Gotische, dreischiffige Hallenkirche; Ersterwähnung 1089; Vorgängerbau aus dem 12. Jahrhundert 1430 durch Hussiten zerstört; barocker Turm 1660–1668 erbaut; Predigtort Luthers; Ladegast-Orgel |      |
| Altenburg               | Brüderkirche                               | 1902–1905      | Neogotik        | Vorgängerbau 1270–1280 errichtet; Abbruch wegen Platzmangels und Baufälligkeit; komplett originale Innengestaltung; Sauer-Orgel |      |
| Altenburg               | Herzogin-Agnes-Gedächtniskirche            | 1903–1905      | Neoromanik      | Zum Gedenken an verstorbene Herzogin Agnes; Baumeister Wanckel; Rosenmotiv taucht in Kirche öfter auf; relativ schlichte Innengestaltung; unter dem Altar fürstliche Gruft (u. a. Herzogspaar); kunstvoll geschnitzte Kanzel und Loge; Ladegast-Orgel |      |
| Altenburg               | Schlosskirche St. Georg                    | 1404–1414/1444 | Gotik/Spätgotik | 1404 bis 1414 im gotischen Stil erbaut; Einsturz des Kirchengewölbes durch Brand 1444, Wiederaufbau spätgotisch; Trost-Orgel von 1735 bis 1739 (Restaurierung 1974–76) |      |
| Altenburg               | Marienkirche                               | 1165–1172      | Romanik         | Ehemalige Klosterkirche; 1172 in Anwesenheit Friedrich Barbarossas geweiht; Auflösung des Klosters 1543; danach verschiedene Nutzungen; Anerkennung als nationales Kulturdenkmal |      |
| Altenburg               | Nikolaikirche                              | 11./13. Jhd.   | Romanik         | Wehrkirche aus dem 11. Jahrhundert; hervorgegangene Kirche im 13. Jahrhundert; zwei große Brände 1428 und 1562, danach Abtragung; Turm 1742 ausgebessert; Restaurierung 1876–1878 |      |
| Altenburg               | Gottesackerkirche Zur Auferstehung Christi | 1639–1650      | Spätrenaissance | Nach Plänen des Altenburger Baumeisters Christoph Richter; Baustil italienische Spätrenaissance; schließt 1529 angelegten Friedhof südlich ab; Garnisonskirche von 1714 bis 1817; Umbau- und Instandsetzungsarbeiten 1839/40 und 1911/12; Deckenbild zur Dreifaltigkeit; verzierte Kanzel mit Goldelementen |      |
| Altenburg               | Stiftskirche                               | 1869           | Neogotik        | Teil des Magdalenenstiftes; Weihung 1871; Blendmaßgiebel in Anlehnung an ehemalige Brüderkirche; Rundbogenfenster in Anlehnung an die der Roten Spitzen; Hauptkirchenfenster seit 1956 Christus der Auferstandene |      |
| Altenburg               | Katholische Kirche Erscheinung des Herrn   |                |                 | Vorheriges Varietè Concordia; 1950 eingerichtet; sakrale Gestaltung in den 1960er Jahren von Friedrich Preß |      |
| Altenburg               | Gnadenkapelle                              | 1868/69        | Gründerzeit     | 1869 geweiht; ehemals katholische Kirche Epiphania Domini – Erscheinung des Herrn; nach dem Zweiten Weltkrieg zu klein für Flüchtlinge; Nutzung von der evangelischen Gemeinde; originale Bleiglasfenster; Glockentürmchen und Fialtürmchen nicht mehr vorhanden |      |
| Altenburg-Rasephas      | Sankt Katharina                            | um 1450        | Romanik         | Einbeziehung romanischen Vorgängerbaues aus dem 12. Jahrhundert; spätgotischer Chor Mitte des 15. Jhd.; Taufstein von 1416; Kanzel von 1650; Holzfigur Heilige Katharina um 1500; im 17. Jahrhundert barocker Umbau Turmoberteil; Orgel durch Gebrüder Poppe um 1853 eingebaut; Wirkungsstätte Altenburger Pfarrers und Heimatforschers August Julius Löbe (1805–1900) |      |
| Altenburg-Zschernitzsch | Kirche Zschernitzsch                       | 1499, 1803/04  | Gotik           | Kirchenschiff 1499 an Turm angebaut; Brand 1797, Wiederaufbau 1803–1804 wegen Brand; Außenmauerwerk, Strebepfeiler, Fenster- und Türgewände, Kirchturm (28 m hoch) erhalten von Vorgängerbau (ehemaliger Wehrturm); 1885/1886 Einbau Orgel durch Gebrüder Poppe; 1822 neue Glocken (Firma Ulrich aus Apolda); 1877 Turmuhr (Firma Zacharias in Leipzig); 1914 Renovierung; 1942 Entfernung der zwei Glocken; Bombenschaden 1945, Wiederinstandsetzung 1949/50; 1957 neue Glocken (Schilling und Lattermann aus Apolda) |      |
| Kosma (Altenburg)       | Zu unseren lieben Frauen                   | 1498–1511      | Barock          | Vorgängerbau aus 13. Jahrhundert; 1764–1780 barocke Umgestaltung: barocke Stuckdecke, Emporen, Gestühl und Kanzel, Poppeorgel von 1802 |      |
| Stünzhain (Altenburg)   | Dorfkirche                                 | 1585           | Barock          | Kirchturm von Vorgängerbau; 1585 Neubau wegen Brandzerstörung; 1653/1720 wesentliche Um- und Erweiterungsbauten, barocke Innengestaltung um 1720 mit Stuckdecke, Emporen, Kanzel, Altar, Gestühl und Patronatsloge; Glasfenster um 1905; Pfarrhof um 1807 mit älterem Nebengebäude; Trost-Orgel von 1730 (1895 abgetragen) |      |

### Weitere Orte D–K
| Ort                      | Name                  | Bauzeit         | Baustil             | Beschreibung | Bild |
| ------------------------ | --------------------- | --------------- | ------------------- | --- | ---- |
| Dobitschen               | Dorfkirche            | 1702            | Barock              | Gestalterisch stark Wasserschloss angelehnt; Grabmal für derer von Echt nach 1738; Orgel 1863 von Christoph Opitz |      |
| Gerstenberg              | Dorfkirche            | 1472            | Spätgotik           | Langhaus gotisch, Chor spätgotisch; bis zur Reformation Wallfahrtskirche zu Ehren des Erzengels Michael (rekonstruiertes Steinbild an Südseite); seit 1575 ehemalige Kapelle volle kirchliche Rechte |      |
| Gödern (Göhren)          | Dorfkirche            | 1507            | Spätgotik           | Barocke Veränderungen |      |
| Romschütz (Göhren)       | St.-Matthäus-Kirche   | 1735–1737       | Barock              | Auf Vorgängerbau errichtet (ab 1715 abgetragen); Innenraum sechseckig, hölzerne Decke, Empore; Altar, Kanzel und Orgel in einer Linie; Entwurf eines Schülers des Erbauers der Dresdener Frauenkirche, deswegen auch Ähnlichkeiten zu dieser; achteckiger Grundriss, spätgotischer Chorschluss                                                      |      |
| Göllnitz                 | Dorfkirche            | Anfang 16. Jhd. | Spätgotik           | Barocke Veränderungen; auf Feldsteinen erbaut; Orgel 1847 von Christoph Opitz |      |
| Göpfersdorf              | Dorfkirche            | Anfang 16. Jhd. | Romanik / Spätgotik | Chor und Apsis romanisch, Langhaus spätgotisch; Ersterwähnung 1413; Erneuerungen und Hesse-Orgel (aus Lunzenau) von 1829 |      |
| Garbisdorf (Göpfersdorf) | Katharinenkirche      | 1746            | Barock              | Emporen mit biblischen Malereien; Kalksandsteintaufbecken aus Vorgängerkirche |      |
| Gößnitz                  | Stadtkirche St. Annen | 1491–1494       | Gotik               | Schuster-Orgel, vormals Poppeorgel von 1832 bis 1835; teilweise neogotisches Inneres |      |
| Naundorf (Gößnitz)       | Dorfkirche            |                 | Romanik             | |      |
| Heukewalde               | Kirche                |                 |                     | |      |
| Heyersdorf               |                       | 13. Jhd./1833   |                     | Älteste Teile aus dem 13. Jhd. am Kirchenschiff, Turm ist jünger (teilweise 1740 abgerissen); umfassende Reparatur 1805 (Kirchendach und Turm -vergoldete Spitze); Kirchenschiffumbau 1833 (Erweiterung nach oben, Westeingang); Orgel 1858 von Christoph Opitz; archäologische Grabungen im Jahr 2012 widerlegten Erbauungszeit des Turmes um 1050 |      |
| Jonaswalde               | Kirche                | 1745            | Barock              | Orgel 1855 von Christoph Opitz; 1882 Umbauten |      |
| Nischwitz (Jonaswalde)   | Dorfkirche            |                 |                     | |      |
| Kriebitzsch              | St. Veit              |                 | Gotik               | Kirchgründung geht auf Kaiser Friedrich Barbarossa zurück; |      |

### Weitere Orte L–M
| Ort                                   | Name                       | Bauzeit           | Baustil                | Beschreibung | Bild |
| ------------------------------------- | -------------------------- | ----------------- | ---------------------- | --- | ---- |
| Langenleuba-Niederhain                | Nikolaikirche              | 12. Jhd./16. Jhd. |                        | Chor und Teil des Turmes romanisch (12. Jhd.), Langhaus aus 16. Jhd.; barocke Ausstattung, Innenraum prachtvollster im Wieratal, Renaissanceengel 1580, geschnitzter Taufstein 1866; Glocken von 1829 und 1954; Erneuerung 1903, Ladegastorgel; Grabdenkmal für derer von Kuntsch nach 1714                                 |      |
| Lohma (Langenleuba-Niederhain)        | Jacobikirche               | 13. Jhd.          |                        | Chorturmkirche aus dem 13. Jhd.; Blitzschlag am 25. Juni 1940, dabei Zerstörung des Dachreiters, Wiederaufbau von 1953 bis 1955 |      |
| Neuenmörbitz (Langenleuba-Niederhain) | Katharinenkirche           | 1742              | Barock                 | Ersterwähnung 1528 als Tochterkirche (Kapelle) von Lgl.-Ndh.; Donatorgel (Glauchau) 1770; Veränderungen 1847, Marmoraltar- und Taufstein; Glocken 1851 |      |
| Beerwalde (Löbichau)                  |                            | 1820              | Barock                 | 1820 nach Brand wiederaufgebaut; erste Orgel 1846 von Carl Ernst Poppe |      |
| Großstechau (Löbichau)                | Dorfkirche                 | 1494              | Gotik/Barock           | Spätgotischer Chor; 1680 erste Orgel und Sakristei an Nordseite; 1793 Westanbau; ab 1795 Hauskirche Dorothea von Kurland (Reliefbild); 1797/1798 Poppeorgel |      |
| Oberlödla                             | St.-Marien-Kirche          |                   |                        | Ersterwähnung 1398; durch Einpfarrung Unterlödlas 1697 Kirchenerweiterung |      |
| Lucka                                 | Stadtkirche St. Pankratius | 1517–1528         | Spätgotik              | Kreutzbach-Orgel, lebensgroßes Erlenholzkruzifix auf Altar von 1649 |      |
| Breitenhain (Lucka)                   |                            | 1505              | Spätgotik              | Chor romanisch, Langhaus spätgotisch |      |
| Prößdorf (Lucka)                      | Dorfkirche                 | um 1880           | Neogotik               | Einweihung 1885, bis 1995 ausschließliche Nutzung durch Kirchgemeinde, seit Sanierung 2001 Konzerte, Ausstellungen sowie standesamtliche Eheschließungen |      |
| Mehna                                 | Dorfkirche                 |                   |                        | Langhaus romanisch, Chor spätgotisch 1488; Innenerneuerung 1739; erste eigene Orgel von Christoph Opitz 1844 |      |
| Meuselwitz                            | Stadtkirche St. Martin     | 1687              | Barock                 | Ersterwähnung 1286; dreischiffige Hallenkirche, zweischiffiges Querhaus im Osten; 1737–1741 barocke Veränderungen; Kreuzgratgewölbe, toskanische Säulen, Trampeli-Orgel von 1797 (Poppe-Orgel); barockes Kruzifix um 1700, Grabplatten aus dem 16. Jhd.; Grabstätte Veit-Ludwig von Seckendorf                              |      |
| Meuselwitz-Zipsendorf                 | St.-Elisabeth-Kirche       | 1908              | Neoromanik             | Katholische Kirche, architektonisch anspruchsvoll; Buntglasfenster; Altar- und Kreuzbild |      |
| Meuselwitz-Zipsendorf                 | Kirche Zipsendorf          | 1505–1511         | Spätgotik              | Vorgängerbau von 1407, Brandzerstörung 1490; bis 1534 katholisch; nicht nachweisbare Lutherpredigt 1542; Turmkuppel 1661–1663 aufgesetzt; Hochaltar von 1625 |      |
| Falkenhain (Meuselwitz)               | Dorfkirche                 | um 1437           | Gotik                  | Als Rittergutskapelle erstmals 1437 unter Hans von Minckwitz erwähnt, Erweiterungen 1685; Taufstein von 1100 auf Kirchvorplatz, ebenso wie Gefallenendenkmal vom Ersten Weltkrieg aus Rusendorf (abgebaggerte Ortschaft, 1932 umgesetzt)                                                                                    |      |
| Mumsdorf (Meuselwitz)                 | Dorfkirche                 | 1926/27           |                        | Seit 1525 nach Meuselwitz eingepfarrt; Bauvorhaben seit 1912, Realisierung 1926/27; Weihung am 11. Sept. 1927; umfangreiche Rekonstruktionsarbeiten von 1991 bis 1993 |      |
| Wintersdorf (Meuselwitz)              | Walburgakirche             | 1905–1907         | Jugendstil / Neobarock | Vorgängerbau erhielt 1608 drei Glocken, 1664 Turmuhr, 1676 Orgel (Erneuerung 1817) und 1719 eine Turmerneuerung; seit 1664 eigenständige Pfarrei; durch Blitzschlag 1905 zerstört; Turm 37 Meter hoch; original erhaltene Poppe-Orgel von 1907, Taufstein und Holzkanzel (spätbarock um 1730); stilrein; Baumeister Wanckel |      |
| Monstab                               | Kirche                     | 1497–1520         | Spätgotik              | 1497 Neubau, Weihung am 30. März 1520; spätgotisches Vesperbild |      |

### Weitere Orte N
| Ort                   | Name                    | Bauzeit   | Baustil             | Beschreibung | Bild |
| --------------------- | ----------------------- | --------- | ------------------- | --- | ---- |
| Nobitz                | Dorfkirche              | 1829      |                     | durch Blitzschlag 1819(1822?) zerstört; Trostorgel von 1746 (1819 zerstört), seit 1828(1825?) Poppeorgel, einige Register der Trostorgel erhalten |      |
| Bornshain (Nobitz)    |                         |           | Romanik / Spätgotik | Einbeziehung romanischer Vorgängerteile (z. B. Turm); Chor spätgotisch; erste Orgel 1677 von G. Schleif, jetzige 1845 von Carl Ernst Poppe; Glocken von 1796 aus Apolda; Erneuerung der Kirche 1886 |      |
| Ehrenhain (Nobitz)    | Dorfkirche              | 16. Jhd.  | Spätgotik           | Erbauungsjahr unbekannt; Turm von 1596; eingebaute Kapelle; Veränderungen 1748; Grabdenkmäler aus dem 16.–18. Jhd., Epitaph zum Gedenken an 1551 verstorbenen Heinrich von Fuchshain |      |
| Flemmingen (Nobitz)   | Dorfkirche              | 1490      | Spätgotik           | Romanische Kirche 1252 erwähnt (Chor erhalten); Grabplatten aus 16. Jahrhundert; reiches romanisches Säulenportal aus 12. Jhd., Anbau im 16. Jahrhundert; Poppeorgel; große Bronzeglocke aus dem Jahre 1515; 250-jährige Sonnenuhr; hölzerne Kanzel und Emporen |      |
| Frohnsdorf (Nobitz)   | Dorfkirche              | 1837–39   | Klassizismus        | Baumeister Späthe aus Lgl.-Ndh.; Marmortaufstein; Orgel 1839 von G.M. Böhme aus Zeitz; Glockenerneuerung 1925 und 1950 |      |
| Gieba (Nobitz)        | Dorfkirche              | 1729      | Barock              | Baumeister J. A. Küntzel aus Taltitz/Vogtland; Grabdenkmal für derer von Rußwurm nach 1585 |      |
| Großmecka (Nobitz)    | Dorfkirche              | 1510      | Romanik / Spätgotik | Ursprünglich romanische Chorturmkirche, spätgotisches Kirchenschiff um 1510 |      |
| Kraschwitz (Nobitz)   | Dorfkirche              | 1812/1837 |                     | Teilweise Zerstörung durch Brand 1812; zwei neue Glocken 1818, 1837 wesentlich erneuert (z. B. Vorhalle) |      |
| Maltis (Nobitz)       | St.-Anna-Kirche         | 16. Jhd.  | Spätgotik           | Erweiterung 1851; Kanzel aus 17. Jhd.; Poppeorgel |      |
| Mockern (Nobitz)      |                         | 1519      | Romanik / Spätgotik | Chor romanisch, Langhaus spätgotisch von 1519, barocke Veränderungen |      |
| Oberarnsdorf (Nobitz) |                         |           |                     | |      |
| Saara (Nobitz)        | Christophorus-kirche    |           | Spätgotik           | Romanische Reste, barocke Veränderungen; Trostorgel von 1747 bis 1750 |      |
| Wolperndorf (Nobitz)  | Sankt-Walburga-Kirche   | 1580      | Spätgotik           | Flachdeckkanzel aus 2. Hälfte des 17. Jahrhunderts, Löbelorgel von 1837, vergoldeter Turmkopf, anmutiges Inneres |      |
| Ziegelheim (Nobitz)   | Marien-Wallfahrtskirche | 1507–1518 | Spätgotik           | Baumeister Pausche aus Rochlitz; Langhaus querrechteckig; Sterngewölbe, Emporen mit Brüstungsmalereien um 1642; Innenausstattung Barock; Kanzel Renaissance von 1657, Taufstein 16. Jahrhundert aus Porphyr (spätgotisch), Altaraufsatz von 1670, 45 Gemälde von 1708, Marienfigur aus der ersten Hälfte des 15. Jhd.; kleine Glocke aus 13. Jahrhundert, Kreutzbachorgel von 1865                            |      |
| Zumroda (Nobitz)      | Dorfkirche              |           |                     | |      |
| Zürchau (Nobitz)      | St.-Nikolaus-Kirche     | 1499      | Gotik               | Kapelle existierte seit 1244, Kirche dem St. Nikolhof aus geweiht, 1499 neuer Turm, Grundriss 16 × 4 Meter, im Chor drei gotische Fenster, romanischer Turm 1898 höhere Turmhaube, erstes Pfarramt 1355 erwähnt (zweimal abgebrannt), gotisches und barockes Inventar, sechs Schnitzfiguren, Altar von 1517 vom Altenburger Bildschnitzer Georg Pful (Verwandter Dürers), protestantische Taufschale von 1710 |      |

### Weitere Orte P–S
| Ort                       | Name                                              | Bauzeit                | Baustil             | Beschreibung | Bild |
| ------------------------- | ------------------------------------------------- | ---------------------- | ------------------- | --- | ---- |
| Ponitz                    | Friedenskirche                                    | 1732–1734              | Barock              | Auf Vorgängerbau von 1349; Silbermannorgel; besonders stilrein, wertvolle Barockverzierungen; Taufstein von 1604; Gemälde und Gedenksteine, Grabdenkmäler und Epitaphe 16. bis 18. Jhd.; zwei Emporen; vom Altenburger Baumeister Vater |      |
| Grünberg (Ponitz)         |                                                   | 1698 / 1780/81         | Barock              | Als Klosterkirche um 1200 angelegt (Zisterzienser), Turm von 1698, Kirchenschiff 1780/81, Jugendstilmalereien im Inneren |      |
| Posterstein               | Burgkirche                                        | 1578                   | Spätgotik           | Umbau der Kapelle zur Kirche; Eifert-Orgel; reich verziertes barockes Schnitzwerk, Altarbaldachin, Kanzel und Herrschaftsloge Barock 1689 von Johannes Hopf; Grabsteine aus 16. Jhd. für derer von Pflugk |      |
| Rositz                    | Evangelische Kirche                               | 1516                   | Spätgotik           | Ersterwähnung 1295; Orgel 1878 von Christoph Opitz; Restaurierung 1877/78 und 1992–94 |      |
| Rositz                    | Katholische Kirche Mutter Gottes vom Berge Karmel | 1901                   | Neogotik            | |      |
| Schmölln                  | Stadtkirche Sankt Nikolai                         | 1466–1499              | Spätgotik           | Spätgotische dreischiffige Hallenkirche; größtes Orgelwerk im Altenburger Land; neogotische Innenausstattung; Jugendstilmalereien; spätgotische Vesperbild Anfang 15. Jhd. |      |
| Schmölln                  | Katholische Kirche Mariä Unbefleckte Empfängnis   | 1911                   | Neogotik            | 1912 geweiht |      |
| Schmölln                  | Gottesackerkirche                                 | 1463–1482              | Spätgotik           | Ursprünglich Hospitalkirche (Ersterwähnung 1463, Abriss des Hospitals 1828); erhielt Altar und Predigtstuhl aus der Stadtkirche (wegen deren Reparaturen 1599 und 1612); 1759 Blitzeinschlag in den Turm; 11 × 5,8 Meter Grundfläche; anstelle des Turmes achteckiger Dachreiter; Glocke (Durchmesser 35 cm) aus 2. Hälfte des 15. Jhd.; 1839 Poppeorgel, 1887 durch Harmonium ersetzt; 1913 Jehmlich-Orgel; Innenumbau 1884; künstlerische Innengestaltung 1925; 1905/1906 Veränderung am Äußeren |      |
| Altkirchen (Schmölln)     | Dorfkirche                                        | 1870/71                | Neoromanik          | Bereits im 12. Jahrhundert Kapelle an der Stelle, viele Erweiterungen (z. B. 1521) bis zum Brand durch Blitzeinschlag 1869, byzantinische Baumerkmale, roter Sandstein aus der Gegend um Weida; eine der größten Dorforgeln des Altenburger Landes (1440 Pfeifen, 2 Manuale, 26 Register – Restaurierung 2010–2012) von Christoph Opitz aus Dobra (sein größtes Werk), im Ersten Weltkrieg wurden Zinnpfeifen zur Waffen-/Munitionsherstellung abgegeben – Ersetzung 1921 durch Spenden; erste Orgel 1696 vom Zwickauer Orgelbaumeister Johannes Jacobus Donati, zweite von Christian Friedrich I. Poppe aus Stadtroda |      |
| Großstöbnitz (Schmölln)   | Dorfkirche                                        |                        |                     | Ehemalige Trost-Orgel (1720–23) |      |
| Hartroda (Wildenbörten)   | Kirche                                            |                        |                     | |      |
| Illsitz (Schmölln)        | Dorfkirche                                        | 13. Jhd.               | Gotik               | Tochter- und Hochzeitskirche von Altkirchen, Poppe-Orgel |      |
| Jauern (Schmölln)         | Dorfkirche                                        |                        |                     | Orgel 1879 von Christoph Opitz |      |
| Lohma (Schmölln)          | Dorfkirche                                        |                        |                     | |      |
| Lumpzig (Schmölln)        | Kirche                                            | 1830                   |                     | |      |
| Mohlis (Schmölln)         | Dorfkirche                                        | 1680                   |                     | Errichtet aus Feldsteinen auf Vorgängerkirche erbaut; einschiffige Kirche mit Walmdach und kleinem Glockenturm; Sanierung seit 2000; Orgel 1845 von Christoph Opitz |      |
| Nöbdenitz (Schmölln)      | Dorfkirche                                        |                        | Romanik / Spätgotik | Chor romanisch, Schiff spätgotisch; reiche Kanzel aus zweiter Hälfte des 19. Jhd. |      |
| Selka (Schmölln)          | Dorfkirche                                        |                        |                     | |      |
| Sommeritz (Schmölln)      |                                                   |                        |                     | Orgel 1869 von Christoph Opitz |      |
| Weißbach (Schmölln)       | Kirche                                            |                        | Gotik               | Erneuerung 1869, Orgel 1870 von Christoph Opitz; Epitaph-Altaraufsatz 16. Jhd. |      |
| Wildenbörten (Schmölln)   |                                                   | 1821                   | Barock              | Bis 1785 eigene Pfarrei – danach Vereinigung mit Hartroda, Neubau 1821 unter Einbeziehung älterer Teile, da bereits 1682 und 1704 große Reparationen getätigt worden, große Glocke von 1755, kleine 1809 aus Apolda, Orgel 1822 für 200 Taler von Orgelbaumeister Franke aus Teichwolframsdorf errichtet |      |
| Zschernitzsch (Schmölln)  |                                                   |                        |                     | Sonnenuhr |      |
| Dobraschütz (Starkenberg) | Dorfkirche                                        | 1751/52                | Barock              | Ursprüngliche Kapelle aus dem Jahr 1290; 1752 geweiht; komplett erhaltene barocke Bemalung (blau/weiß) |      |
| Großröda (Starkenberg)    | Dorfkirche                                        | 1863                   | Neoromanik          | Saalkirche |      |
| Tegkwitz (Starkenberg)    | St.-Marien-Kirche                                 | 1228 / 15. Jahrhundert | Romanik/Gotik       | 1170 als Kapelle angelegt, Wallfahrtsort (1254 Jungfrau Maria geweiht), Turm romanisch, Neubau und Verlängerung gotisch, Kanzel von 1650 (ursprünglich an Nordseite über Sakristei), 1703 Einbau der Patronatsloge und der Emporen -> Kanzel von 1708 über Altar, Kanzelfiguren: Fortitudo (Stärke, die Lüge bekämpfend), Prudentia (Weisheit, Selbstbekenntnis), Temperantia (Mäßigkeit), Spes (Hoffnung), Caritas (Liebe), Fides (Glaube) |      |
| Wernsdorf (Starkenberg)   |                                                   | 1715                   | Barock              | |      |

### Weitere Orte T–Z
| Ort                       | Name               | Bauzeit        | Baustil                   | Beschreibung | Bild |
| ------------------------- | ------------------ | -------------- | ------------------------- | --- | ---- |
| Thonhausen                | Dorfkirche         |                | Romanik                   | Ursprünglich romanische Chorturmkirche; Brand 1640; Dachreparatur 1686; Reparatur und Innengestaltung 1743/44; Trostorgel von 1744 bis 1746; Kanzel 1761 von F. Weber                                                                     |      |
| Wettelswalde (Thonhausen) | Dorfkirche         |                | Romanik                   | Ursprünglich romanische Chorturmkirche; Langhaus aus 18. Jhd. |      |
| Treben                    | Pfarrkirche Treben | 1473           | Gotik                     | Kreutzbachorgel von 1862; Turmhöhe 47 Meter; Grabdenkmäler 16., Anfang 17. Jhd., Grabstätte derer von Bünau |      |
| Serbitz (Treben)          | katholische Kirche | Nachkriegszeit | profaniert, privatisiert. | |      |
| Vollmershain              | Dorfkirche         |                |                           | Entstehungszeit um 1200; Kirchturm im Grund romanisch; Kirchenschiff spätgotisch; Restaurierungen 1824–1829, 1901–1903 und 1977–1983; bis 1574 Filialdorf von Nöbdenitz; 1575 bis 1996 von Weißbach, seitdem Thonhausen                   |      |
| Windischleuba             | Nikolaikirche      | 1507           | Romanik / Spätgotik       | 1492 Altarweihe; Turm romanisch, Schiff spätgotisch, klassizistisches Inneres; Netzgewölbe, umlaufende Empore und Chor mit Sternengewölbe; einzig erhaltene Trampeli-Orgel Ostthüringens von Friedrich Wilhelm Trampeli aus dem Jahr 1822 |      |
| Bocka (Windischleuba)     |                    |                | Spätgotik                 | Triumphbogen romanisch; kein Turm; aus rotem Rochlitzer Porphyr; Reparatur und Neugestaltung 1836; nach Brand 1950/51 Wiederherstellung; Trostorgel von 1746                                                                              |      |